# Голод в Українській РСР (1946—1947)
Голод в Украї́ні 1946—1947 ро́кі́в — масовий голод,  був спричинений дефіцитом робочих рук, худоби та техніки і був посилений посухою, повоєнним неврожаєм і не скрізь вірною економічною політикою керівництва СРСР. Сталінське Політбюро з метою зупинити голод, дарувало зерно братнім режимам соціалістичного табору. Так, 1946-го з СРСР вивезено 350 тисяч тон зерна до Румунського королівства, у 1947 — 600 тисяч тон зерна — до Чехословацької республіки, за тих два роки Польська республіка отримала з Радянського Союзу 900 тисяч тон зерна. А в РРФСР, Молдавській РСР й південних областях Української РСР стрімко поширювався голод, і лише за перше півріччя 1947 офіційно зареєстровано 130 випадків людоїдства.

## Історія
7 січня Міністерство держбезпеки УРСР повідомило МДБ СРСР і ЦК КП(б)У про важкий продовольчий стан колгоспів Кіровоградської області. Приблизно 1223 сім'ї не мали продуктів харчування і перебували у виснаженому стані з ознаками дистрофії. Особливо постраждали сім'ї колгоспників, загиблих на фронті, багатодітні, сім'ї інвалідів Другої світової війни Червонокам'янського, Олександрійського, Піщано-Бродського, Устинівського, Підвисоцького, Новогеоргієвського, Великовисківського і Добровеличківського районів.
8 січня Міністерство держбезпеки УРСР направило МДБ СРСР повідомлення про голод в Одеській області. Найбільше випадків опухання і смертних випадків від нього спостерігалось у Біляївській, Овідіопольській, Благоївській сільрадах Іванівського району, Жовтневому, Гайворонському, Комінтернівському та інших районах області. Тоді ж повідомлено про захворюваність на дистрофію і смертність серед робітників і колгоспників Дніпропетровської області. Керівництво дніпропетровських заводів, знаючи про існування робітників, які хворіли на дистрофію, не вживало заходів щодо надання їм допомоги. В Петриківському та Петропавлівському районах області взято на облік 1500 сімей, які потребували термінової допомоги хлібом.
11 січня секретар Полтавського обкому КП(б)У В. Марков направив повідомлення секретареві ЦК КП(б)У Д. Коротченку про продовольчі труднощі та факти виснаження і голоду в області. В 1946 р. у Полтавській області з 2460 колгоспів на трудодні колгоспникам видано до 100 г хліба в 186 колгоспах, від 100 г до 200 г — у 812 колгоспах, від 200 г до 300 г — у 876 колгоспах. У 58 колгоспах видано на трудодень від 500 г до 1 кг хліба. Продовольче становище
погіршувалося і тим, що внаслідок німецької окупації багато колгоспів залишились без корів і не мали присадибного господарства.
10 лютого в Дніпропетровську, обласний відділ охорони здоров'я направив доповідну записку облвиконкому і обкому КП(б)У про факти захворювання на дистрофію серед населення області. На початок лютого у 22 містах і районах зареєстровано 6476 хворих, з них дорослих — 4434, дітей — 2342. Госпіталізовано 887 осіб. Внаслідок неможливості госпіталізації більшості хворих катастрофічна ситуація склалася в багатьох районах, особливо у містах Дніпропетровську, Дніпродзержинську, Павлограді, Нікополі тощо. Існували випадки, коли госпіталізація хворих на дистрофію, особливо у сільських районах, не мала позитивних наслідків, оскільки в лікарнях не було хліба і продуктів харчування.
12 лютого Голова Ради міністрів СРСР Й.Сталін та керуючий справами Ради міністрів СРСР А.Чадаєв направили телеграму Раді міністрів УРСР. Як виняток, було дозволено постачати хлібом з 15 лютого по червень 1947 року робітників, службовців і членів їхніх сімей, які проживали у сільській місцевості УРСР у кількості 260 тис. осіб додатково до затвердженого на лютий контингенту, у тому числі 191 тис. осіб працездатних, за нормою 200 г хліба на день і 69 тис. осіб непрацездатних членів сімей за нормою 100 г хліба на день.
17 лютого УМВС Ізмаїльської області доповіло МВС УРСР про продовольчі труднощі та людоїдство на території області. Внаслідок недоїдання збільшилась смертність і захворювання на дистрофію. За січень 1947 р. в області померло 4533 особи, народилося — 1258. З числа померлих — 1568 осіб померло від дистрофії. За першу декаду лютого 1947 р. померло 2625 осіб, із них від дистрофії — 978. В області налічувалося приблизно 16 тис. хворих на дистрофію. Особливо велика смертність спостерігалась в Новоіванівському і Болградському районах. Протягом січня-лютого 1947 р. виявлено випадки канібалізму.
1 березня Рада міністрів СРСР постановила виділити додатково колгоспам України насіннєву позику для весняної сівби 1947 р. у кількості 90 тис. тонн зерна ярових культур, у тому числі 34 тис. тонн ярової пшениці. М. Хрущов та Л. Каганович були зобов'язані забезпечити безумовне виконання державного плану весняної сівби в УРСР, особливо ярої пшениці. Тоді ж у Запорізькій області виконком Великобілозерської райради направив доповідну записку до облради про фіксацію на території району 2251 особи опухлої від голоду та випадки смертності від нього. Із загальної потреби хліба для постачання робітників і службовців 25 тонн, район отримував хлібні картки на 10650 кг хліба із запізненням щомісячно до 10 днів.
Люди відкопували мерзлу картоплю, буряки, що лишилися на полі після збирання. Навесні рятувалися щавлем, кропивою, лободою, конюшиною. У багатьох областях Української РСР їли також дрібних гризунів, собак, кішок. Були навіть випадки людоїдства. Внаслідок недоїдання серед сільського населення поширилася дистрофія. В цей час у міських і сільських лікарнях перебувало 125 тисяч таких хворих. Близько 100 тисяч знаходилися у тяжкому стані, але не могли бути госпіталізованими, бо не вистачало лікарняних ліжок. Багато випадків захворювання на дистрофію було зафіксовано і на території Щорського району. Станом на 2 липня 1947 р. в Українській РСР нараховувалось понад 2
 млн. 154 тис. виснажених голодом людей — дистрофіків. У голодоморному вирі гинули в основному селяни-хлібороби, робітники. Поширювався й тиф. 30 липня 1947 року УМВС Чернівецької області направило Міністерству внутрішніх справ УРСР донесення про реєстрацію в області 39594 хворих на дистрофію, з них дітей до 14 років — 10397, госпіталізованих — 4221, померлих від дистрофії — 2829 осіб.

## Причини

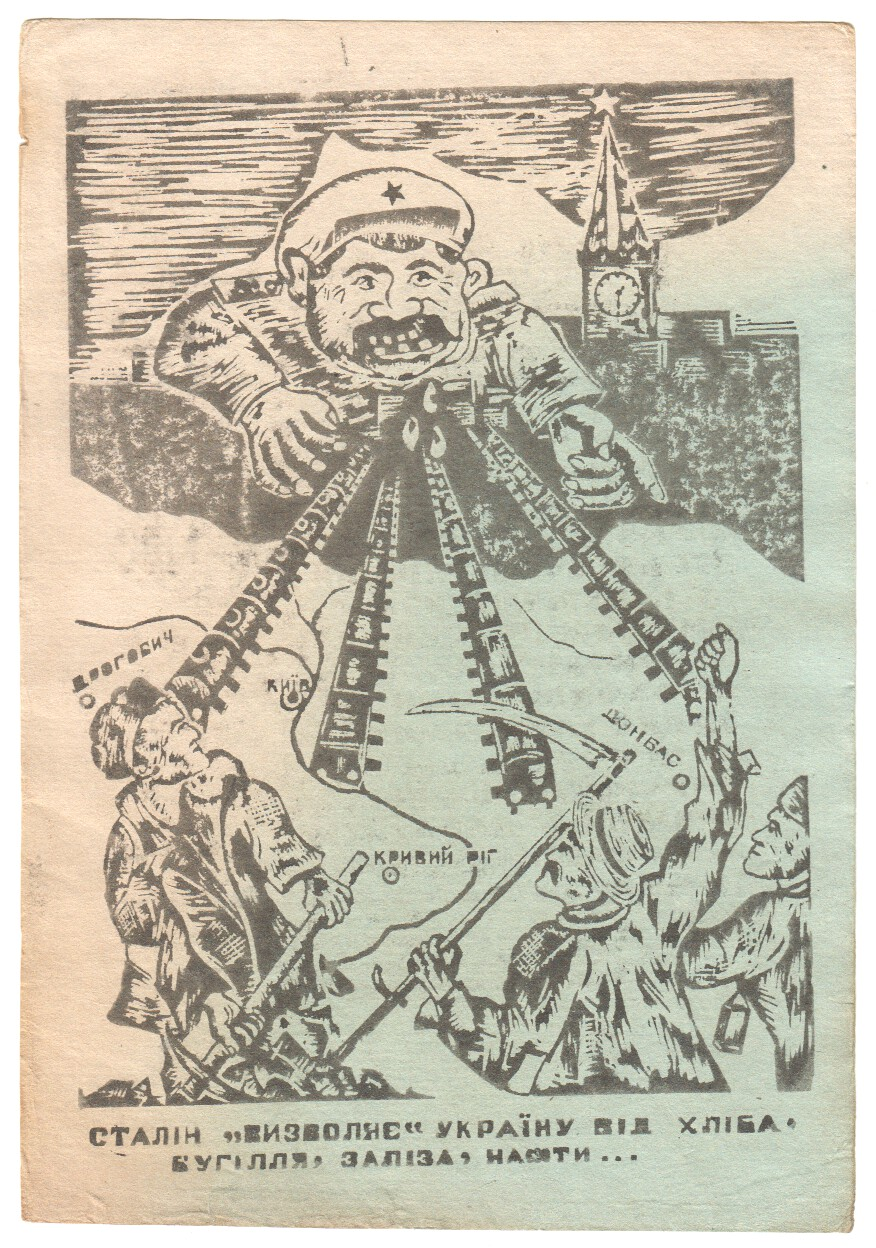
Листівка ОУН: «Сталін „визволяє“ Україну від хліба, вугілля, заліза, нафти…»

Стан сільського господарства після закінчення Другої світової війни був дуже складний. Було пограбовано і зруйновано близько 30 тисяч колгоспів, радгоспів і МТС, тисячі сіл, з яких понад 250 зазнали долі Корюківки. Різко скоротилося поголів'я худоби. Коней залишилося 30 % довоєнної кількості, великої рогатої худоби — 43 %, овець і кіз — 26 %, свиней — 11 %. Значно постраждали тракторний і комбайновий парки.
Розорене війною сільське господарство, яке потребувало допомоги, аби стати на ноги, ще більше було підірване посухою. У січні 1946 року М. С. Хрущов, виступаючи на нараді передовиків сільського господарства, сказав:
| «Посуха, вона, як і хвороба: коли з'являється, то найбільше приковує до ліжка людей з кволим організмом, вони швидше захворюють, легше піддаються хворобі…» |
Такого стихійного лиха в Україні не було 50 років. Території, охоплені посухою, були більшими, ніж 1921 року й наближалися за розмірами до лихої пам'яті 1891 року. 1946 рік відкинув ще далі назад зруйноване під час війни сільське господарство Української РСР. Середня урожайність зернових культур у колгоспах знизилася до 3,8 центнерів з гектару. У південних областях вона була ще нижчою — лише 2,3-2,9 ц. Валовий збір усіх зернових в Українській РСР становив 531 млн. пудів, або втричі зменшився порівняно з 1940 роком, і був меншим навіть, ніж голодного 1921 року. Цього року багато колгоспників нічого не одержали на трудодні. Крім того, в роки війни були розорені їхні підсобні господарства. 43 % колгоспників не мали корів, а 20 % — узагалі ніякої худоби. Це ще більше ускладнило їхнє становище.
Творення голоду відбувалося шляхом пограбування сіл через здійснення репресивної хлібозаготівельної та податкової політики, насильницькі надмірні зернопобори в посушливі неврожайні повоєнні роки.
Влада Радянського союзу на чолі з Йосипом Сталіним, як і раніше, використала село як «донора» для відбудови економіки, відновлення військово-промислового комплексу. Демонструючи міфічні «переваги» соціалізму і прагнучи раніше держав Західної Європи, теж охоплених посухою, скасувати карткову систему, створювалися «резерви зерна», а також постачався хліб майбутнім союзникам — країнам новостворюваного «соціалістичного табору». Для здійснення своїх імперських цілей в умовах економіки неринкового типу через механізм адміністративно-командної системи, відбулося викачування хліба із села.
4 липня 1946 рада міністрів УРСР і ЦК КП(б)У таємною постановою затвердили річний план хлібозаготівель з урожаю 1946 по Українській РСР у кількості 340 млн пудів; вимагалося в дводенний строк довести до районів встановлені для кожної області плани хлібозаготівель; розробити й довести до кожного господарства п'ятиденні графіки здавання зерна з метою закінчення хлібозаготівель не пізніше 1 жовтня 1946 р.
Непосильний план хлібозаготівель на 1946 рік — 340 мільйонів пудів хліба виконати Українській РСР було неможливо. Але замість зниження цей план в липні 1946 року 23 областям України: Запорізькій, Сталінській, Дніпропетровській, Київській, Вінницькій та іншим було підвищено. 22 липня 1946 року з метою безумовного виконання державного плану хлібозаготівель кожною областю і районом Української РСР Рада міністрів УРСР і ЦК КП(б)У таємною постановою надали право виконкомам і парткомам КП(б)У збільшити колгоспам, а в західних областях і селянським господарствам, що мали добрий врожай, обов'язкове постачання зерна державі в межах до 50 % від розмірів хлібозаготівель, нарахованих за діючими нормами. Загальне збільшення хлібопостачання склало 21013 тис. пудів.
Вилучення зерна та іншої сільськогосподарської продукції, мізерна видача чи невидача зовсім зерна колгоспникам на зароблені трудодні, вибивання непосильних податків, накладених на присадибні господарства селян, викликали майже в усій Українській РСР голод, що швидко поширювався. 10 серпня 1946 М. Хрущов направив Й. Сталіну доповідну записку про хлібозаготівлі в Українській РСР, у якій повідомлялося, що по УРСР на 5 серпня 1946 план хлібозаготівлі в розмірі 362750 тис. пудів (включаючи збільшення хлібопостачання на 22750 тис. пудів) виконано на 24,3 % (88042 тис. пудів). Однак у серпні 1946 р. під тиском центру керівництво УРСР знову підвищило хлібозаготівельний план Сталінській, Запорізькій, Дніпропетровській, Одеській, Вінницькій, Миколаївській, Кам'янець-Подільській, Херсонській, Чернігівській та іншим областям.
21 серпня 1946 року сільськогосподарський відділ ЦК КП(б)У повідомляв ЦК КП(б)У про заходи боротьби з перевезенням хліба із західних областей України. Відмічалося, що органи транспортної міліції УРСР у зв'язку з постановою Ради міністрів РРФСР від 31 липня 1946 р. про заборону продажу зерна на ринку колгоспами, колгоспниками й одноосібниками до виконання ними плану хлібозаготівлі з урожаю 1945—1946 рр. організували на великих залізничних станціях Української РСР оперативні загороджувальні загони, які боролися з продажем і купівлею зерна та борошна на базарах. У червні транспортна міліція УРСР зняла з товарних потягів 62,4 тис. осіб, що добиралися в Західну Україну по хліб. За дві останні декади липня було знято 97633 особи.
Таким чином для Української РСР план хлібозаготівель було збільшено до 362 млн. 750 тис. пудів. Незважаючи на жорстку дію вертикалі: центр — республіка — область — район — сільрада — колгосп, діяльність партійно-командного апарату, десятків тисяч спеціальних уповноважених з хлібозаготівель, зерно до державної «комори» надходило не тими темпами, на які розраховував центр.
5 вересня 1946 року міністр землеробства УРСР Г. Бутенко повідомив голову Ради міністрів УРСР М. Хрущова, що внаслідок посухи 1946 р. в ряді районів УРСР значна частина озимих і ярих зернових загинула, а ті посіви, які збереглися, дали вкрай низький урожай. Найбільше постраждали від посухи колгоспи 28 районів Одеської області, 8 районів Миколаївської області, 7 районів Херсонської області, 17 районів Сумської області, а також усі райони Харківської і Ворошиловградської областей. Відсутність хліба створила серед колгоспників постраждалих районів неспокійні настрої, спостерігалося багато випадків переходу колгоспників із сіл у міста. Для того, щоб дати можливість колгоспам виконати роботу зі збирання врожаю 1946 р. і провести роботу під урожай 1947 р. потрібно було надати колгоспам мінімальну продовольчу позику в розмірі 77 тис. тонн, що становило б по 200 г на трудодень, замість наявних 50-100 г.
30 вересня 1946 для «запровадження економії у витрачанні хліба» згідно з постановою Ради міністрів СРСР і ЦК ВКП(б) від 27 вересня 1946 «Про економію у витрачанні хліба», РМ УРСР і ЦК КП(б)У скоротили відпуск борошна, крупи і зернопродажу на жовтень 1946 по УРСР на 35250 тонн від рівня витрати за планом на вересень, встановленого у розмірі 132170 тонн. Скорочувалася кількість осіб, які мали забезпечуватися продовольством у сільській місцевості: на 2.892.100 чоловік, знімалися з пайкового забезпечення хлібом у містах і робітничих поселеннях 742.400 осіб. Обмежувався контингент населення по пайковому хлібу у жовтні 1946 у містах і селах: до кількості не більше 9568 тисяч осіб замість передбачених раніше 13437 тисяч осіб.
При тотальній викачці з українського села усього вирощеного план було виконано на 62,4 %. Й. Сталін та його найближче оточення: В. Молотов, Г. Маленков, Л. Каганович вбачали у невиконанні плану не недорід і голод, а незадовільну роботу партійних організацій, радянських органів, голів колгоспів і самих колгоспників, звинувачуючи їх в «антибільшовицькому ставленні до політики хлібозаготівель», «саботажі», «розкраданні», «розбазарюванні» хліба тощо. Українські селяни, на думку «вождя народів» та можновладців, потребували перевиховання як такі, що перебували на окупованій території і «зазнали впливу чужої ідеології». Такого роду звинувачення викликали репресії до обласних та районних партійних і радянських керівників, голів колгоспів і безпосередньо колгоспників[джерело?]. Директиви-постанови центру дозволяли видавати колгоспникам на трудодні лише 15 % від зданого зерна при умові виконання колгоспом плану хлібозаготівель.
Тим часом голод набирав все більших масштабів. Однак замість допомоги з боку держави населення Української РСР, найбільше сільське, зазнало жорстокого репресивного удару. Під приводом «економії у витрачанні хліба» за союзними та на їх виконання республіканськими партійно-державними постановами з 1 жовтня 1946 р. з централізованого постачання за хлібними картками було знято понад 3 млн. 500 тис. людей, з них близько 2 млн. 900 тис. сільських жителів, з лихом голоду селяни були залишені наодинці. У містах пайкового хліба було позбавлено багато утриманців і дітей, найбільше — у Сталінській, Дніпропетровській, Харківській, Ворошиловградській, Одеській областях. Партійно-радянська еліта постачалася через систему закритих спецрозподільників. 19 жовтня 1946 Рада міністрів і ЦК КП(б)У відповідно до постанови Ради міністрів СРСР і ЦК ВКП(б) від 18 жовтня 1946 р. встановили з 1 листопада 1946 розмір домішку вівсяного, ячмінного і кукурудзяного борошна при хлібовипіканні для всіх споживачів в усіх областях Української РСР до 40 %.
2 листопада 1946 ЦК КП(б)У таємною постановою затвердив на період до 20 листопада 1946 завдання із хлібозаготівлі від господарств колгоспників, робітників, службовців і одноосібників у розмірі 2640 тисяч пудів, у зв'язку з тим, що в ряді областей обкоми КП(б)У, облвиконкоми і уповноважені Міністерства заготівель УРСР обмежувалися при заготівлі хліба від перерахованих господарств лише встановленим планом і не вживали заходів щодо виїмки всього хліба, який потрібно було зібрати з цих господарств за врученими зобов'язаннями і заборгованістю за 1945 р. Відповідним органам Дрогобицької, Львівської, Волинської, Рівненської, Чернівецької, Станіславської і Тернопільської областей доручалось застосувати суворі заходи для того, щоб усі господарства, незалежно від повного закінчення хлібозаготівель по району в цілому, виконали свої зобов'язання із здавання зерна державі у найближчі дві п'ятиденки.
22 листопада 1946 до РМ УРСР і ЦК КП(б)У надійшла таємна директива РМ СРСР і ЦК ВКП(б) з вимогою посилення хлібозаготівель і покарання приховувачів хліба. 29 листопада МДБ УРСР повідомило МДБ СРСР про опухання і смертність від голоду жителів Тарутинського і Бородінського районів Ізмаїльської області. 9 грудня 1946 Херсонський обком й облвиконком повідомляли Хрущову про скрутне продовольче становище області — в 96 перевірених колгоспах (з 896) встановлено факти опухання від голоду, гостро потребували продовольчої допомоги 50 тисяч осіб.
Для посилення репресивних дій уряду Радянського Союзу 3 березня 1947 року першим секретарем КП(б)України призначений Каганович Лазар Мойсейович. У відповідь на директиву Сталіна від 15 вересня 1947 року, в якій засуджувалося послаблення керівництва заготівлею зерна з боку партійних та радянських органів, ЦК КП(б)У і Рада Міністрів УРСР повернулися до застосування надзвичайних адміністративних заходів (встановлення добових завдань, закріплення керівних працівників з обласних центрів «персонально за молотильними агрегатами й відповідними колгоспами» тощо).
Голова Ради Міністрів УРСР М. Хрущов, секретар ЦК КП(б)У Л. Каганович, уповноважений Міністерства заготівель СРСР по Українській РСР В. Калашніков доповідали Сталіну:

| …колгоспи, радгоспи і селянські господарства УРСР, виконуючи соціалістичні зобов’язання і дані Вам обіцянки, 10 жовтня 1947 р. достроково виконали державний план хлібозаготівель на 100,3 %. Здавання хліба державі понад план продовжується[18] |